# Quizomba (bloco carnavalesco)
Quizomba é um bloco carnavalesco e uma banda do Rio de Janeiro, criado no Carnaval de 2001.

## História
No seu primeiro desfile, em 2001, na Barra da Tijuca, o bloco reuniu cerca de 600 pessoas. Os músicos eram integrantes de uma oficina de percussão do Teatro de Lona.
No ano seguinte, com a extinção do teatro, a sede do bloco passou a ser o Centro Cultural Universidade Estácio de Sá da Barra. Em 2003, o desfile foi no Posto 9 de Ipanema, e, em 2004, no Aterro do Flamengo. Nesse ano, foi convidado para ser o bloco do Circo Voador, onde voltou a funcionar a oficina permanente de percussão.
Desde então o Quizomba desfila no bairro da Lapa, tocando um repertório de sambas-enredo, marchinhas, rock e MPB. Além dos músicos da banda, desfilam cerca de 60 ritmistas, entre profissionais e alunos da oficina.
A banda, formada por 16 integrantes, se apresenta principalmente no período que antecede o carnaval, com shows por todo o Brasil.